# بروداروو
بروداروو (به صربی: Brodarevo) یک روستا در صربستان است که در پریژپولجه واقع شده‌است. بروداروو ۶٫۵۶ کیلومتر مربع مساحت و ۱٬۸۴۵ نفر جمعیت دارد و ۷۴۷ متر بالاتر از سطح دریا واقع شده‌است.